# Антигуа Гватемала
Антигуа Гватемала или както още я наричат Ла Антигуа (на испански: La Antigua Guatemala; в превод: „Старата Гватемала“) е бившата колониална столица на Гватемала. В наши дни градът е административен център на провинция Сакатепекес, Гватемала и е очарователен стар колониален град, който в продължение на много години е бил политически, религиозен и стопански център на Централна Америка. Той се намира на 34 км югозападно от днешната столица Гватемала, на 1530 м надморска височина и към 2007 г. има население от 34 685 жители. През 1979 г. Антигуа Гватемала, благодарение на своята добре запазена колониална архитектура и богато културно-историческо наследство, е включена в списъка на световното културно и природно наследство на ЮНЕСКО.

## История

### Основаване
През 1524 г. група испански конкистадори, водени от Педро де Алварадо, навлизат в земите на днешна Гватемала. След като побеждават в битка маите, водени от Текун Уман, те завладяват цялата територия, а Алварадо става управител на новите земи. Първата испанска столица е създадена върху руините на град Ишимче в територията на племето Какчикели, но малко след това е взето решение да бъде преместена на по-обезопасено срещу нападения място, в долината между вулканите Агуа, Фуего и Акатенанго. Така, в деня на Св. Джеймс, на 25 юли 1524 г. е основан град Антигуа Гватемала с името Сиудад де лос Кабалерос де Сантяго де Гватемала (превод: Градът на рицарите на Св. Джеймс от Гватемала).
Съществуването на първото селище продължава за кратко, защото няколко години по-късно е унищожено от пожар, настъпил вследствие на изригване на вулкана Агуа. Малко след това, през 1527 г. колониалната столица е възстановена. През 1542 г. градът е разрушен отново, този път в резултат на разразило се земетресение и лавина от свличащи се кални маси, но до следващата 1543 г. е изграден наново на около 6 км северно от предишното си местонахождение.

### Подем и падение
След 1543 г. Антигуа Гватемала все повече се разраства и става официален дом на испанската колониална администрация в района. Вследствие на това, в града са построени редица внушителни общински и религиозни сгради и той става третият по големина, след Мексико и Лима, културен, икономически, религиозен, политически и образователен център в Нова Испания. Към 1660 г. населението му възлиза на близо 60 хиляди души, в това число известни писатели, художници, скулптори и занаятчии. През същата година в Антигуа се появява първата печатница в региона, а до 1772 г. колониалната столица разполага с вече тридесет и три големи църкви, осем манастира, двадесет и пет параклиса, пет болници, един университет и едно сиропиталище.
През годините град Антигуа успява да устои на още множество природни бедствия: наводнения, вулканични изригвания и трусове, но на 29 юли 1773 г. отново е сринат до основи от земетресението Санта Марта с магнитуд от 7,4 по скалата на Рихтер. След този пореден крах на града управата на Гватемала взема решение столицата да бъде преместена на по-безопасно място – в град Нова Гватемала, а силно разрушената бивша столица да бъде изоставена. Много хора напускат руините, но въпреки всичко не всички си тръгват.
Докато новата столица на Гватемала просперира бързо, старият град се възстановява бавно. Все пак много от сградите са възстановени и селището постепенно се разраства. Хората спират да го наричат Сантяго и го преименуват с днешното му име Антигуа Гватемала. Макар и да не е вече столица на целия регион, градът е избран през 1821 г. за административен център на провинция Сакатепекес, когато Гватемала става независима от Испания. Към 1850 г. населението му наброява около 9000 души.

### Антигуа днес
В днешно време Антигуа е университетски град и една от най-привлекателните туристически дестинации на Гватемала, която привлича посетители от цял свят. Градът запленява с богатото си историческо наследство, удивителни постройки, обвити в колониална архитектура, художествени галерии, пазари, красиви руини и природни забележителности. Някои от основните сгради на колониалната столица са възстановени и служат за публични функции, но най-старите манастири и катедрали са все още в руини, все пак консервирани и обезопасени. През 1990-те години в Антигуа са основани множество езикови училища, книжарници и научноизследователски институти.
Град Антигуа е особено известен и със своите религиозни тържества по време на „Страстната седмица“. Всяка неделя по време на „Великия пост“ местната енория организира шествие из улиците на града. Красиви килими, цветя, борови клонки и плодове украсяват пътя на процесиите.
Антигуа Гватемала е обявена за национален паметник на 30 март 1944 година. От 1979 г. град Антигуа Гватемала е в списъка на ЮНЕСКО, като паметник на световното културно наследство.

## География
Град Антигуа Гватемала е разположен в югозападната част на страната, в долина, заобиколена от всички страни с планини и вулкани, на височина 1530 метра над морското равнище. На запад от града се намира масив, който се състои от поредица от пет вулкана, от които най-близките са Акатенанго (3880 метра) и Фуего (3763 метра), а на юг е вулканът Агуа (3752 метра). Наличието на толкова много вулкани често развива засилена сеизмична дейност с висока вероятност от земетресения.
През Антигуа минават две реки – Рио Гуакалате и Рио Пенсатино, които се вливат една в друга в югозападната част на селището. В близост до града е и езерото Лагуна де Сан Антонио.

## Климат
Според Климатична класификация на Кьопен град Антигуа Гватемала има топъл и умерен, океански климат (CWB), който се дължи до голяма степен на неговото местоположение.
Средната годишна температура в града е 18,3 °C. Най-топлият месец от годината е май със средна температура от 19,5 °C. През януари средната температура е 16,6 °C, която е най-ниската средната температура за цялата година. Средните температури варират през годината само с по 2,9 °C.
Валежите са основно през лятото, когато са значително повече, отколкото през зимата. Районът получава около 1065 милиметра дъждовни валежи годишно. Най-ниската сума на валежите е регистрирана през януари със само 1 мм. През юни вали най-много в годината със средно от 231 мм. Разликата между най-сухия и най-влажния месец е 230 мм.

## Демография
Най-големият растеж на населението на град Антигуа е през XVII век, когато то наброява повече от 60 хиляди души. През 1773 г. градът е разтърсен и разрушен от силно земетресение. Вследствие на това през 1776 г. той преживява демографски крах, след като 90% от населението му го напуска и се заселва в град Гватемала. В този период населеното място се превръща по-скоро в село, в което остават да живеят само по-бедните му жители.
През XIX и XX век обитателите на града започват бавно да се увеличават. По преброяване от 2007 г. в Антигуа живеят 34 685 души, а според „Геонеймс“ през 2014 г. населението се е покачило до 39 368. Освен хора с местен произход, поради мекия климат, в града са се заселили и много пенсионери от Съединените щати и Европа.

## Икономика
Най-развитият отрасъл в икономиката на град Антигуа е туризмът, който влива и най-съществената част от приходите в бюджета му. Основните дейности в града са ориентирани към организацията на всякакъв род услуги, свързани с притока на туристи от страната и чужбина. Освен културно-познавателен, градът предлага на своите посетители и религиозен, планински, конгресен, учебен и други видове туризъм. Всяка година през старата колониална столица преминават около 1 милион туристи.
Друг развит отрасъл е земеделието. Регионът около Антигуа е известен с производството на кафе с много високо качество и разполага с повече от 935 производители, много от които са малки фермери. Кафето от Антигуа има славата на най-качественото в страната и на едно от най-добрите в света.

## Транспорт и комуникации
Антигуа Гватемала не разполага със собствено летище, а се обслужва от международното летище на столицата Гватемала – „Ла Аурора“, което се намира на около 45 минути път с кола от града. То е основното летище на Гватемала и на него всеки ден пристигат полети от САЩ, Мексико, Ел Салвадор, Хондурас, Коста Рика, Никарагуа и Панама.
Обичайният начин за придвижване от летището до Антигуа е с автобус или такси. Рейсовете обслужват с ежедневни курсове града от рано сутринта до осем вечерта. Най-колоритни са тъй наречените „пилешки автобуси“, които представляват украсени с рисунки стари американски училищни автобуси, но те са твърде бавен, претъпкан и донякъде опасен транспорт. Има и модерни, климатизирани автобуси и микробуси, които правят курсове до Антигуа срещу заплащане. Такситата са два вида. При едните се заплаща на километър, а при другите трябва да се договори предварително цената до крайната дестинация.
Антигуа е малък град и не разполага с градски транспорт, но по улиците му обикалят таксита, файтони и ретро тролейбус, с които може да се достигне до отделни точки в населеното място. Друг вариант, освен човек да се придвижва пеш, е със собствен или нает автомобил, мотопед или колело.
Градът има добре развити телекомуникации и предлага всякакви телефонни, мобилни и интернет услуги. Куриерските услуги се извършват от националната пощенска компания на Гватемала El Correo и от международните DHL, UPS и FedEx.

## Образование
В Антигуа има базирани много испански езикови училища и колежи, акредитирани от различни университети в Гватемала. В тях идват да изучават испански език студенти от цял свят. Освен това градът разполага и с училище за подрастващи, което предоставя висококачествено и прогресивно образование на деца по метода на Монтесори. В Антигуа се подвизава и кулинарно училище, което въвежда и обучава студентите си как да приготвят специалитети от местната кухня.
В исторически план, на 31 януари 1676 г., в Антигуа Гватемала отваря врати „Сан Карлос де Гватемала Университети“, който след 1776 г. е преместен в Гватемала Сити. Университетът е смятан за един от най-добрите държавни университети в Централна Америка.

## Галерия
- Най-големият фонтан в Антигуа, в двора на църквата „Нуестра Сеньора де ла Мерсед“
- Част от старата катедрала, разрушена през XVIII век
- Арката „Санта Каталина“
- Старата болница „Ермано Педро“
- Фонтан в центъра на Антигуа
- Резиденцията на градските управители „Паласио де лос Капитанес Генералес“
- Панорамен изглед на Антигуа от „Серо де ла Крус“. На заден план е вулканът „де Агуа“.
- Катедралата „Сан Хосе“
- Руини на стара църква
- Хотел „Каса Капучинас“
- Фонтан в центъра на Антигуа
- Централният площад на Антигуа

## Побратимени градове
Списък на побратимените градове на Антигуа Гватемала:
- Валпараисо, Чили
- Глендейл, Съединени американски щати
- Гранада, Никарагуа
- Кито, Еквадор
- Корал Гейбълс, Съединени американски щати
- Пуебла, Мексико
- Сапопан, Мексико
- Севиля, Испания
- Тлакепаке, Мексико